# Torilis arvensis subsp. neglecta
Torilis arvensis subsp. neglecta es una variedad de la especie Torilis arvensis de plantas herbáceas perteneciente a la familia de las apiáceas. Es originaria de la región del Mediterráneo.

## Descripción
Es una planta herbácea  anual que puede alcanzar los 2 m de altura, con hojas bastante divididas como la mayoría de las especies de la familia. Las umbelas son terminales, con o sin pocas brácteas, sobre un pedúnculo bastante largo, y tienen las flores de color blanco, no muy grandes. Los frutos están llenos de aguijones o tubérculos a su alrededor. Se diferencia de la subespecie purpurea por tener umbelas y umbélulas con más radios (4-20) y de la subespecie recta por ser de mayor tamaño y por tener los pétalos exteriores más grandes y también los estilos más largos.

## Distribución
Es originaria de la región del Mediterráneo. En la península ibérica se distribuye por Alicante, Barcelona, Castellón, Gerona, Islas Baleares, Lérida, Tarragona y Valencia. 

## Hábitat
Especie propia de las zonas húmedas. Es terófita y se encuentra en albuferas y márgenes de torrentes. 

## Citología
Número de cromosomas de Torilis arvensis subsp. neglecta  (Fam. Umbelliferae) y táxones infraespecíficos = Torilis arvensis subsp. neglecta (Schult.) Thell.
 n=6; 2n=12.

## Sinonimia
- Lappularia neglecta (Spreng.) Pomel
- Torilis neglecta Spreng.
- Caucalis infesta var. neglecta (Spreng.) Balle
- Torilis infesta var. neglecta (Spreng.) Batt.
- Caucalis arvensis Huds. Europe/Asia
- Caucalis infesta (L.) Curtis
- Scandix infesta L. (1767)
- Torilis infesta (L.) Clairv. (1811)
- Lappularia infesta (L.) Pomel (1874)
- Athamanta capensis Burm.f.
- Ligusticum capense (Burm.f.) DC. (1830)
- Caucalis bifrons var. cordisepala (Murb.) Emb. & Maire
- Caucalis cordisepala Murb. (1897)
- Torilis radiata Moench[4]

## Nombre común
- Castellano: cachurros, caillo, caillos, cominos bordes, perejil borriquero, perejil bravío, perejil montaraz, queillos.[3]